# Počítky
Počítky (en allemand : Potschitek) est une commune du district de Žďár nad Sázavou, dans la région de Vysočina, en République tchèque. Sa population s'élevait à 231 habitants en 2020.

## Géographie
Počítky se trouve à 3,5 km au nord-est de Žďár nad Sázavou, à 35 km au nord-est de Jihlava à 124 km au sud-est de Prague.
La commune est limitée par Světnov au nord, par Sklené et Lhotka à l'est, par Vysoké au sud, et par Žďár nad Sázavou à l'ouest.

## Histoire
La première mention écrite de la localité date de 1482.

## Transports
Par la route, Počítky se trouve à 4 km de Žďár nad Sázavou, à 42 km de Jihlava et à 166 km de Prague.